# Skeena
Skeena – rzeka w Kanadzie, w zachodniej części Kolumbii Brytyjskiej. Ma około 580 km długości i powierzchnię dorzecza wynoszącą 54 488 km². Jest to druga co do wielkości rzeka (po Fraser) w całości leżąca na terytorium Kolumbii Brytyjskiej. Wypływa w górach Skeena Mountains na północy prowincji. Płynie głównie w kierunku południowo-zachodnim i uchodzi do Oceanu Spokojnego. Jest ważnym szlakiem wodnym, historycznym i gospodarczym regionu, znanym z dużej populacji łososia oraz wyjątkowej przyrody.

## Przebieg
Rzeka wypływa z południowego krańca płaskowyżu Spatsizi, w dolinie między górami Mount Gunanoot a Mount Thule, na południe od zlewni rzeki Stikine, w północnej części Kolumbii Brytyjskiej. Płynie przeważnie w kierunku południowo-zachodnim i uchodzi do zatoki Chatham Sound Oceanu Spokojnego, na południe od miasta Prince Rupert. Główne dopływy rzeki to Babine oraz Bulkley.

## Nazwa
Nazwa rzeki pochodzi od rdzennego słowa K-shian, które w języku ludów Tsimshian oznacza „woda chmur”. Ludy Tsimshian i Gitxsan zamieszkujące dolinę rzeki od wieków nazywały siebie odpowiednio „ludem u ujścia K-shian” i „ludem żyjącym w górnym biegu K-shian”.

## Historia
Pierwszy kontakt ludów rdzennych z Europejczykami nastąpił dopiero w XIX wieku, głównie za pośrednictwem Kompanii Zatoki Hudsona (HBC), która w latach 20. XIX wieku założyła faktorie handlowe nad jeziorami Babine (1822) i Bear (1826). W 1859 roku przeprowadzono wzdłuż rzeki rekonesans pod kątem budowy transkontynentalnej linii kolejowej. Złota gorączka w 1871 roku przyciągnęła wielu osadników. W tym czasie rozwijał się również transport rzeczny – powstały m.in. osady Port Essington przy ujściu i Hazelton przy ujściu Bulkley, stanowiące główne punkty przeładunkowe.
Od 1880 roku HBC wykorzystywała rzekę do zaopatrywania placówek w głębi lądu. Wraz z rozwojem rybołówstwa, szczególnie połowów łososia, na przełomie XIX i XX wieku w ujściu rzeki działało już siedem przetwórni rybnych. Wkrótce zainteresowano się także rolniczym potencjałem doliny Skeeny poniżej Hazelton, co władze prowincji zaczęły wspierać poprzez zachęcanie do osadnictwa.
W 1914 roku ukończono linię kolejową Grand Trunk Pacific Railway (obecnie Canadian National Railway) prowadzącą z Hazelton do wybrzeża. Po II wojnie światowej dolinę rzeki osiągnęła droga Yellowhead Highway, co przyczyniło się do dalszego rozwoju regionu, w tym przemysłu drzewnego z centrum w miejscowości Terrace.

## Ekologia i znaczenie
Rzeka Skeena należy do najbardziej produktywnych ekologicznie systemów rzecznych Kolumbii Brytyjskiej. Każdego roku do rzeki powraca ponad pięć milionów łososi, co czyni ją jednym z najważniejszych miejsc połowu łososia na świecie. Poławiane są tu m.in. czawycze, kiżucze, nerki i pstrągi tęczowe. Szczególnie duże czawycze mogą osiągać ponad 40 kg wagi.
W zlewisku Skeeny spotkać można różnorodne gatunki zwierząt: niedźwiedzie czarne, brunatne, a także rzadki podgatunek Ursus americanus kermodei, który występuje jedynie w północnej Kolumbii Brytyjskiej. W pobliżu rzeki znajduje się rezerwat niedźwiedzia grizzly Khutzeymateen. Obszar doliny Skeeny to także miejsce lęgowe licznych ptaków wodnych i drapieżnych.